# Othmarsingen
Othmarsingen (schweizerdeutsch: Otmisinge, ˈɔtmɪʓiŋːə) ist eine Einwohnergemeinde im Schweizer Kanton Aargau. Sie gehört zum Bezirk Lenzburg und liegt im unteren Bünztal, knapp drei Kilometer östlich des Bezirkshauptorts Lenzburg.

## Geographie

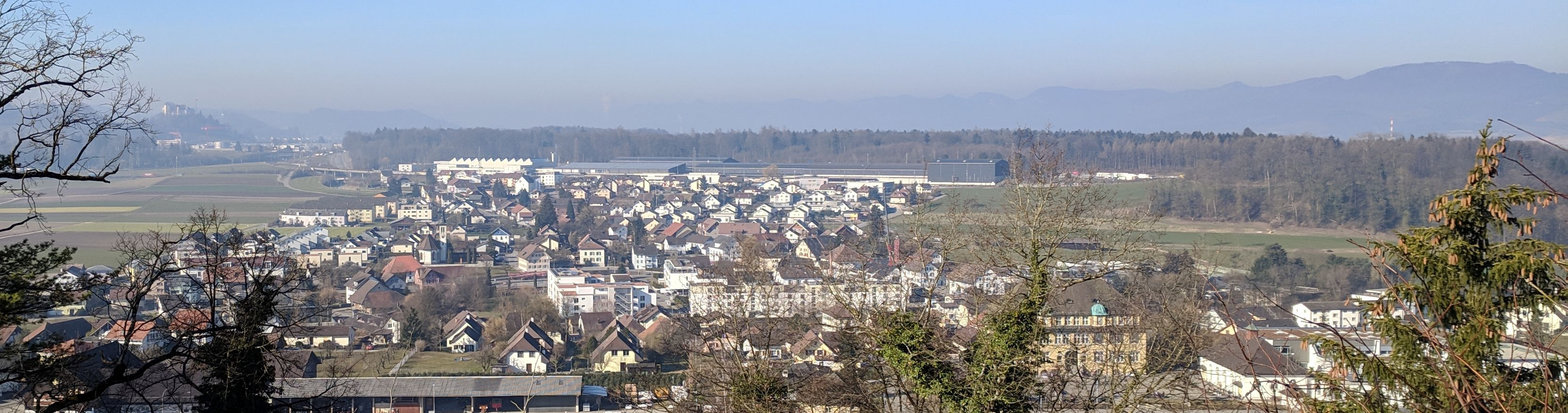
Ansicht vom Felskopf aus (2019)

Das Dorf befindet sich in einer Talmulde beidseits der begradigten Bünz und ist auf drei Seiten von Wald umgeben. Es gibt zwei Siedlungsschwerpunkte, das Dorfzentrum am Westufer sowie das Gebiet um den Bahnhof. An der südöstlichen Gemeindegrenze liegt der Weiler Steinhof. Im Osten erhebt sich der «Berg», ein Ausläufer des Wagenrains, der die natürliche Grenze zum Reusstal bildet. Nordwestlich des Dorfzentrums fliesst die Bünz durch einen Einschnitt einer flachen Endmoräne, die gegen Ende der Würmeiszeit beim Rückzug des Reussgletschers entstanden ist.
Die Fläche des Gemeindegebiets beträgt 472 Hektaren, davon sind 193 Hektaren bewaldet und 126 Hektaren überbaut. Der höchste Punkt befindet sich auf 542 Metern auf dem «Berg», der tiefste auf 385 Metern an der Bünz. Nachbargemeinden sind Brunegg im Norden, Mägenwil im Nordosten, Hägglingen im Osten, Dottikon im Südosten, Hendschiken im Süden, Lenzburg im Südwesten und Möriken-Wildegg im Westen.

## Geschichte
Einzelne Funde weisen auf eine Besiedlung während der Jungsteinzeit und der Bronzezeit hin. Während der Römerzeit befand sich knapp jenseits der westlichen Gemeindegrenze eine grössere Siedlung (Vicus Lindfeld) mit einem grossen Theater. Im 5. und 6. Jahrhundert liessen sich die Alamannen nieder. Die erste urkundliche Erwähnung von Otewizzingin erfolgte im Jahr 1184. Der Ortsname stammt vom althochdeutschen Otwizingun und bedeutet «bei den Leuten des Otwiz». Spätestens 1306 lag das Dorf im Herrschaftsbereich der Habsburger. Die niedere Gerichtsbarkeit war zuerst im Besitz der Herren von Rupperswil und gelangte nach deren Aussterben an die Hallwyler. Nach der Errichtung einer Kapelle im Jahr 1371 war das Dorf in kirchlichen Belangen fast fünfhundert Jahre lang zweigeteilt, zwischen den Pfarreien Staufberg (später Lenzburg) und Ammerswil.

Luftansicht (1954)

1415 eroberten die Eidgenossen den Aargau. Othmarsingen gehörte nun zum Untertanengebiet der Stadt Bern, dem so genannten Berner Aargau. Das Dorf lag an der Grenze zu den Freien Ämtern und der Grafschaft Baden. Nach mehreren Besitzerwechseln übernahm die Stadt Bern 1484 die niederen Herrschaftsrechte, und Othmarsingen wurde Hauptort eines Gerichtsbezirks im Amt Lenzburg. 1528 führten die Berner die Reformation ein. Während des Bauernkriegs (1653) und des Zweiten Villmergerkriegs (1712) verwüsteten durchziehende Truppen das Dorf. Ab 1767 verkehrten Postkutschen auf der ausgebauten Heerstrasse Bern–Zürich.
Beim Franzoseneinfall im März 1798 entmachteten die Franzosen die «Gnädigen Herren» von Bern und riefen die Helvetische Republik aus, die 1803 aufgelöst wurde. Othmarsingen gehört seither zum Kanton Aargau. Am 6. September 1877 eröffnete die Schweizerische Nationalbahn den Bahnhof Othmarsingen an der Bahnstrecke Zofingen–Wettingen. Der Konkurs dieser Gesellschaft im darauf folgenden Jahr traf die Gemeinde hart, da sie sich finanziell stark engagiert hatte. Jahrzehntelang mussten die Schulden abbezahlt werden. Am 1. Juni 1882 eröffnete die Aargauische Südbahn die Strecke Hendschiken–Othmarsingen–Brugg. War das wirtschaftliche Geschehen zunächst von der Landwirtschaft geprägt, siedelten sich nach der Jahrhundertwende mehrere Industriebetriebe an. 1968 nahm der Armeemotorfahrzeugpark der Schweizer Armee den Betrieb auf.

## Sehenswürdigkeiten

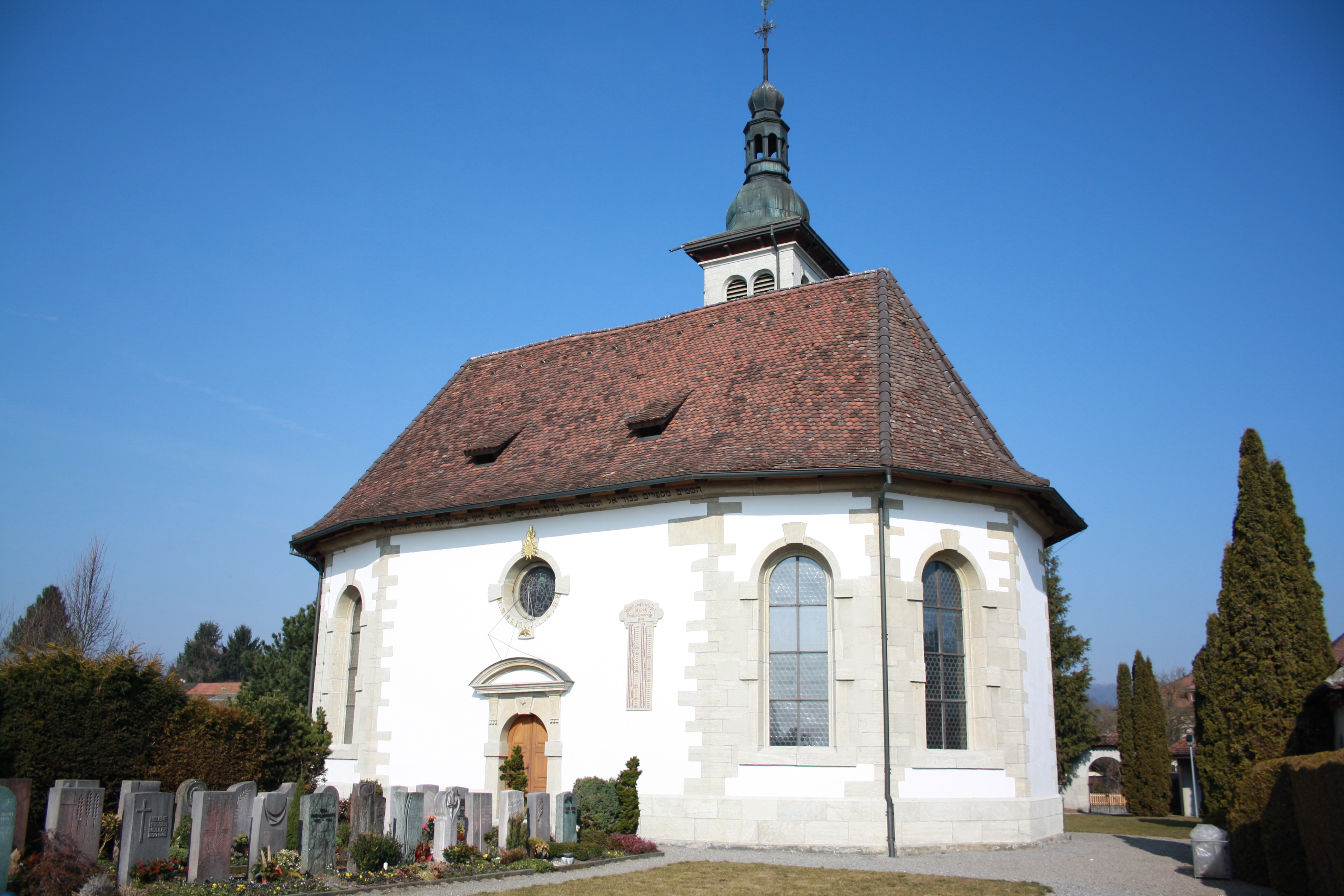
Reformierte Kirche

Die Othmarsinger Reformierte Kirche entstand 1675 unter der Aufsicht des Berner Baumeisters Abraham Dünz. Das Gebäude besitzt die Form eines länglichen Zwölfecks; 1895 wurde an der Nordseite ein Kirchturm angefügt. Sehenswert sind das geschnitzte Chorgestühl, die barocke Kanzel und die Glasmalereien an den Fenstern. Am rechten Ufer der Bünz steht die um 1550 errichtete alte Mühle, ein spätgotischer Giebelbau. Am linken Bünzufer steht das Urechhaus, ein dreistöckiges klassizistisches Wohnhaus, erbaut von Carl Ahasver von Sinner.

## Wappen
Die Blasonierung des Gemeindewappens lautet: «In Blau schwarz gefugte weisse Brücke mit rot bedachter weisser Kirche.» Das Wappen, das erstmals 1811 auf dem Gemeindesiegel erschien, nimmt Bezug auf eine von 1675 bis 1895 bestehende Kapelle, die Teil einer Brücke über die Bünz war. Ab 1915 wurden die Kirche und der Brückenbogen auf dem Wappen perspektivistisch gezeichnet, was jedoch den heraldischen Regeln widerspricht. 2002 erfolgte die Rückkehr zur älteren, korrekten Version.

## Bevölkerung
Die Einwohnerzahlen entwickelten sich wie folgt:
| Jahr      | 1764 | 1850 | 1900 | 1930 | 1950 | 1960 | 1970 | 1980 | 1990 | 2000 | 2010 | 2020 |
| Einwohner | 531  | 1134 | 903  | 1079 | 1173 | 1362 | 1787 | 1707 | 1844 | 2117 | 2391 | 3037 |

Am 31. Dezember 2023 lebten 3155 Menschen in Othmarsingen, der Ausländeranteil betrug 27,6 %. Bei der Volkszählung 2015 bezeichneten sich 28,4 % als reformiert und 27,0 % als römisch-katholisch; 44,6 % waren konfessionslos oder gehörten anderen Glaubensrichtungen an. 84,4 % gaben bei der Volkszählung 2000 Deutsch als ihre Hauptsprache an, je 2,1 % Italienisch und Türkisch, 1,8 % Albanisch, 1,6 % Serbokroatisch sowie je 0,7 % Englisch, Französisch und Portugiesisch.

## Politik und Recht
Die Versammlung der Stimmberechtigten, die Gemeindeversammlung, übt die Legislativgewalt aus. Ausführende Behörde ist der fünfköpfige Gemeinderat. Er wird im Majorzverfahren vom Volk gewählt, seine Amtsdauer beträgt vier Jahre. Der Gemeinderat führt und repräsentiert die Gemeinde. Dazu vollzieht er die Beschlüsse der Gemeindeversammlung und die Aufgaben, die ihm vom Kanton zugeteilt wurden. Für Rechtsstreitigkeiten ist in erster Instanz das Bezirksgericht Lenzburg zuständig. Othmarsingen gehört zum Friedensrichterkreis XI (Lenzburg).

## Wirtschaft
In Othmarsingen gibt es gemäss der im Jahr 2015 erhobenen Statistik der Unternehmensstruktur (STATENT) rund 1300 Arbeitsplätze, davon 2 % in der Landwirtschaft, 26 % in der Industrie und 72 % im Dienstleistungsbereich. Bekannt ist der Armeemotorfahrzeugpark Othmarsingen, der zu einem Logistikzentrum der Schweizer Armee ausgebaut wurde. Ein weiterer wichtiger Arbeitgeber ist das Süsswaren- und Pharmaunternehmen Disch AG. Die meisten Erwerbstätigen sind Wegpendler und arbeiten in den grösseren Gemeinden der Umgebung oder in der Agglomeration Zürich.

## Verkehr

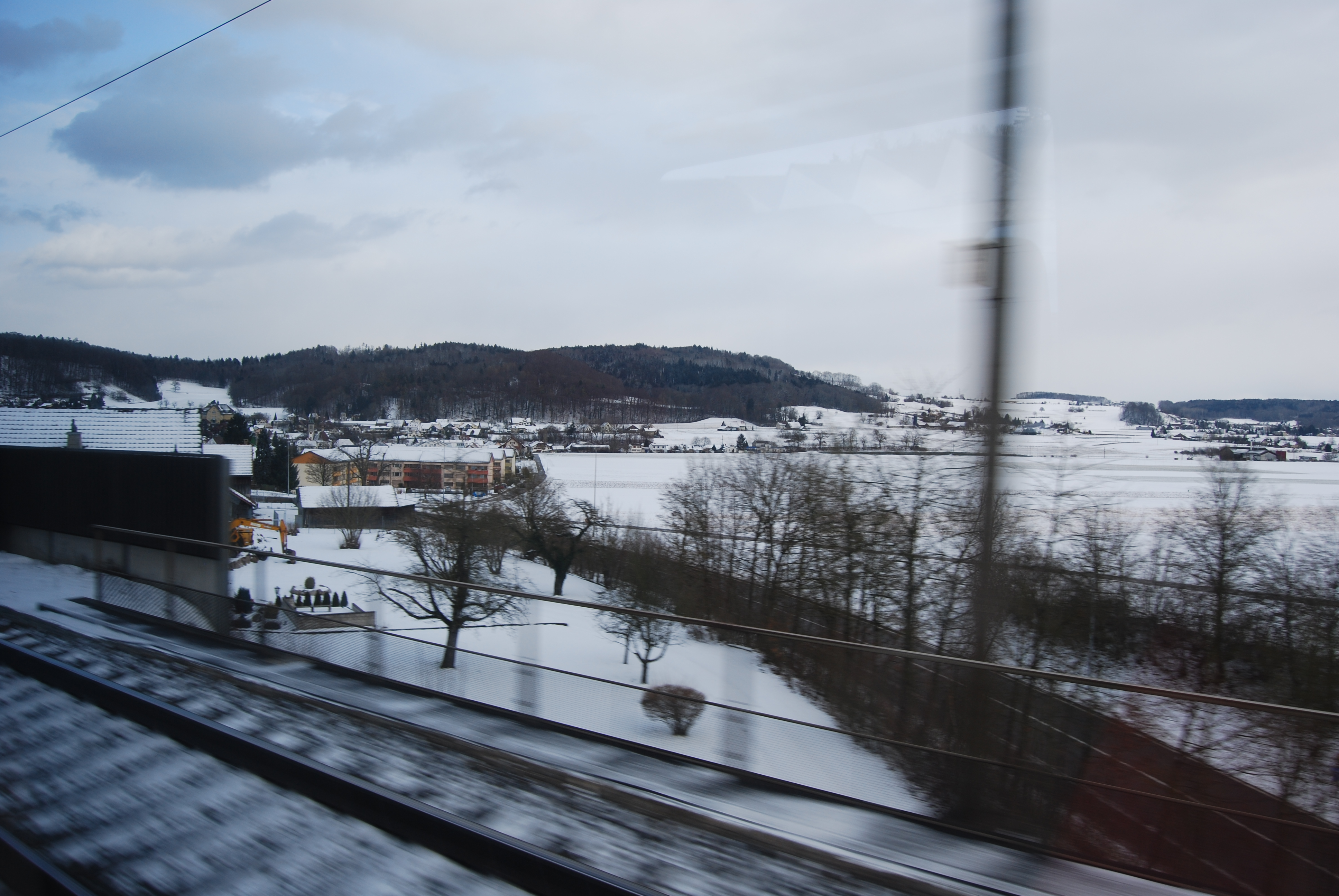
Othmarsingen aus dem fahrenden Zug

Othmarsingen besitzt ausgezeichnete Verkehrsverbindungen.

### Strasse
Nordöstlich des Dorfzentrums kreuzen sich die Kantonsstrasse 280 (Wohlen–Brugg) und die Kantonsstrasse 279 (Lenzburg–Baden). In der Nähe dieser Kreuzung befindet sich der Anschluss Mägenwil der Autobahn A1, der Anschluss Lenzburg liegt westlich des Dorfes. Der Anschluss Brugg der A3 ist sechs Kilometer entfernt.

### Schiene

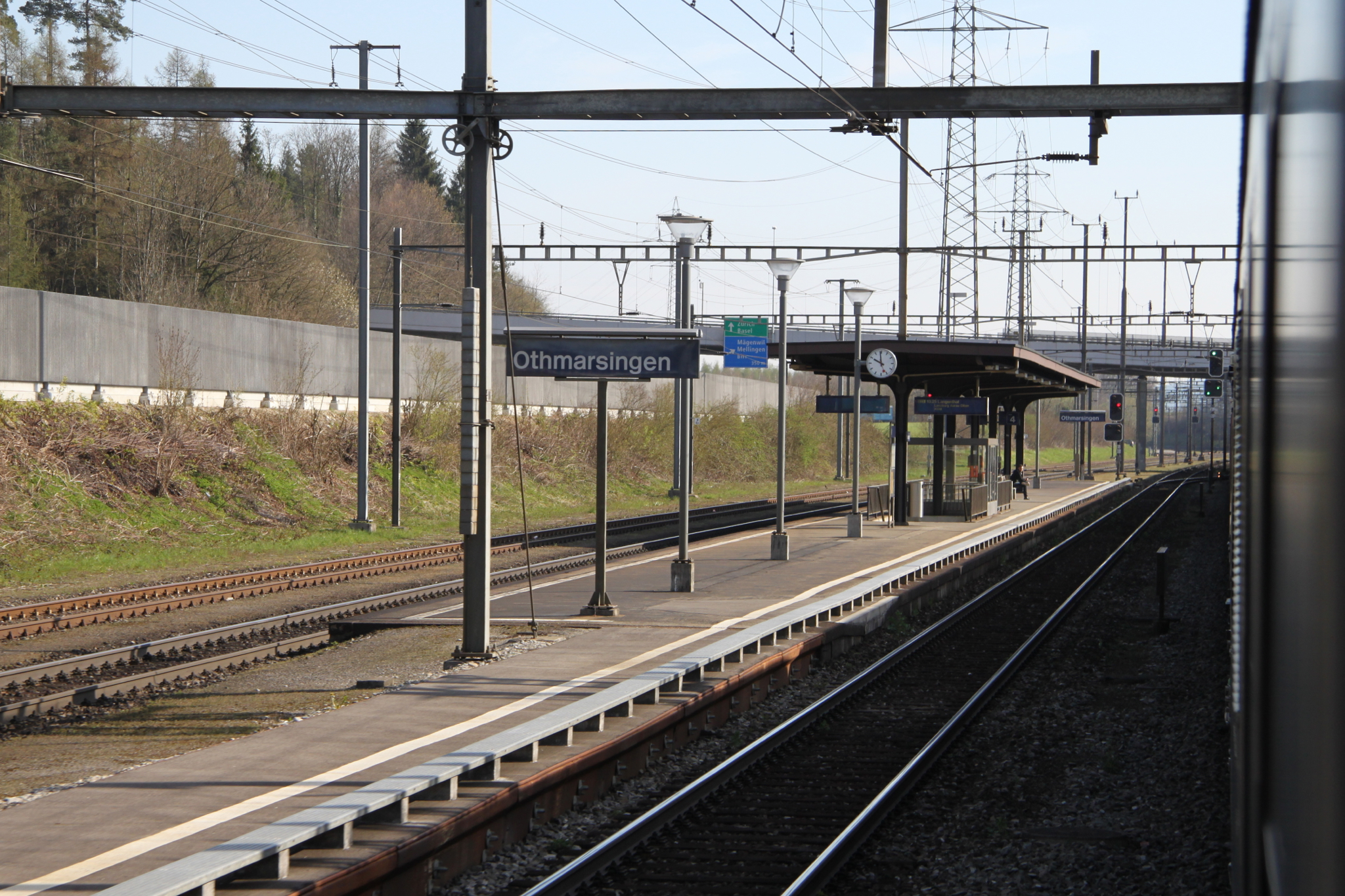
Bahnhof

Beim SBB-Bahnhof Othmarsingen kreuzen sich zwei bedeutende Eisenbahnstrecken, die Ost-West-Hauptlinie und die Strecke Bahnhof Basel SBB–Brugg–Arth-Goldau, die vor allem für den Güterverkehr von Bedeutung ist. Hier halten die Linie S11 der S-Bahn Zürich (Aarau–Zürich HB–Winterthur) sowie Regionalzüge nach Brugg–Baden und Wohlen–Muri.

#### S-Bahn Linien
- S 11 Aarau – Lenzburg – Dietikon – Zürich HB – Stettbach – Winterthur – Seuzach/Sennhof-Kyburg (– Wila)
- S 23 Langenthal – Olten – Aarau – Lenzburg – Brugg – Baden
- S 25 Brugg – Othmarsingen – Wohlen – Muri
- S 42 (Zürich HB – Dietikon – Wohlen – Muri)

#### Nachtnetz
- SN11 Olten – Aarau – Mellingen Heitersberg – Dietikon – Zürich HB – Stettbach – Winterthur

### Bus
Eine Buslinie der Gesellschaft Regionalbus Lenzburg führt zum Bahnhof Lenzburg. An Wochenenden verkehren eine Nacht-S-Bahn (Winterthur–Zürich HB–Baden–Lenzburg–Aarau) und ein Nachtbus von Lenzburg über Möriken und Mägenwil nach Othmarsingen.

### Ereignisse
Am 18. Juli 1982 ereignete sich in der Nähe des Bahnhofs der schwere Eisenbahnunfall von Othmarsingen, als ein Güterzug mit einem von Dortmund nach Rimini fahrenden Nachtschnellzug zusammenstiess. Dabei wurden sechs Personen getötet und rund hundert verletzt.

## Bildung
Die Gemeinde verfügt über vier Kindergärten und zwei Schulhäuser, in denen die Primarschule unterrichtet wird. Des Weiteren befindet sich in Othmarsingen das Heilpädagogische Zentrum für Werkstufe und Berufsvorbereitung (HZWB). Sämtliche Typen der Oberstufe (Realschule, Sekundarschule, Bezirksschule) können in Lenzburg besucht werden. Die nächstgelegenen Gymnasien sind die Alte Kantonsschule Aarau, die Neue Kantonsschule Aarau und die Kantonsschule Wohlen.

## Persönlichkeiten
- Hans Dubs (1923–2005), Bundesrichter
- Sophie Haemmerli-Marti (1868–1942), Mundartdichterin